# Illange
Illange (niem. Illingen) – miejscowość i gmina we Francji, w departamencie Mozela, w regionie Lotaryngia. Ruiny zamku Meilbourg. Według danych na rok 2009 gminę zamieszkiwało 2058 osób.